# Sașa, Teplîk
Sașa (în ucraineană Саша) este o comună în raionul Teplîk, regiunea Vinnița, Ucraina, formată numai din satul de reședință.

## Demografie
Componența lingvistică a satului Sașa
     Ucraineană (98,41%)
     Rusă (1,14%)
Conform recensământului din 2001, majoritatea populației satului Sașa era vorbitoare de ucraineană (98,41%), existând în minoritate și vorbitori de rusă (1,14%).